# Tandsbyn
Tandsbyn is een plaats in de gemeente Östersund in het landschap Jämtland en de provincie Jämtlands län in Zweden. De plaats heeft 396 inwoners (2005) en een oppervlakte van 59 hectare. De plaats ligt vlak aan de Europese weg 45 en er loopt de spoorlijn Inlandsbanan door het dorp, er is ook een treinstation te vinden. De stad Östersund ligt ongeveer twintig kilometer ten noorden van Tandsbyn en de plaats wordt vooral omringd door naaldbos.